# Krycí jméno Donnie Brasco
Krycí jméno Donnie Brasco (v anglickém originále Donnie Brasco) je americký kriminální film z roku 1997. Režisérem filmu je Mike Newell. Hlavní role ve filmu ztvárnili Al Pacino, Johnny Depp, Michael Madsen, Bruno Kirby a Anne Heche.

## Ocenění
Paul Attanasio byl za scénář k tomuto filmu nominován na Oscara.

## Obsazení
| Al Pacino        | Benjamin Ruggiero            |
| Johnny Depp      | Joseph Pistone/Donnie Brasco |
| Michael Madsen   | Dominick Napolitano          |
| Bruno Kirby      | Nicky Santora                |
| Anne Heche       | Maggie Pistone               |
| James Russo      | Paulie Cersani               |
| Željko Ivanek    | Tim Curley                   |
| Gerry Becker     | Dean Blandford               |
| Tim Blake Nelson | technik FBI                  |
| Paul Giamatti    | technik FBI                  |